# Abellerol muntanyenc
L'abellerol muntanyenc (Merops oreobates) és una espècie d'ocell de la família dels meròpids (Meropidae), que habita boscos clars, matolls, terres de conreu i ciutats de les terres altes de la República Democràtica del Congo, Uganda, est del Sudan del Sud, sud d'Etiòpia, Ruanda, Burundi, Tanzània central i Kenya.
S'ha comentat que Merops lafresnayii podria ser en realitat una subespècie de Merops oreobates.